# ピッツバーギア (小惑星)
ピッツバーギア (484 Pittsburghia) は小惑星帯に位置する小惑星。1902年4月29日、マックス・ヴォルフがハイデルベルクのケーニッヒシュトゥール天文台で発見した。
アメリカ・ペンシルベニア州の都市ピッツバーグにちなんで名付けられた。
2010年1月に滋賀県で掩蔽が観測された。